# NGC 5907
NGC 5907 (Splinterstelsel) is een spiraalvormig sterrenstelsel in het sterrenbeeld Draak. Het stelsel kreeg de bijnaam Splinterstelsel omdat het, vanaf de aarde waargenomen, precies op zijn kant te zien is. Het hemelobject ligt ongeveer 50 miljoen lichtjaar van de Aarde verwijderd en werd op 5 mei 1788 ontdekt door de Duits-Britse astronoom William Herschel.
NGC 5906 is een gedeelte van NGC 5907, het werd ontdekt door Johnstone Stoney, assistent van de Ierse astronoom William Parsons.
In NGC 5907 zijn twee röntgenbronnen ontdekt. In 2013 werd er een ultralumineuze röntgenbron (ULX) gevonden die een pulsar bleek te zijn met een puls van ongeveer 1 seconde. In 2018 werd de tweede röntgenbron ontdekt waarvan de aard niet duidelijk is.

## Synoniemen
- UGC 9801
- ZWG 274.38
- MCG 9-25-40
- ZWG 297.10
- IRAS 15146+5629
- FGC 1875
- PGC 54470